# Lưu Sỹ Quý
Lưu Sỹ Quý là một sĩ quan cấp cao trong Quân đội nhân dân Việt Nam, hàm Thiếu tướng, hiện đang giữ chức Cục trưởng Cục Tài chính, Bộ Quốc phòng.

## Thân thế binh nghiệp
Trước đó, ông giữ chức vụ trưởng phòng tài chính Quân chủng PK-KQ, sau giữ chức vụ Phó Cục trưởng Cục Tài chính, Bộ Quốc phòng
Năm 2016, ông được bổ nhiệm giữ chức Cục trưởng Cục Tài chính, Bộ Quốc phòng
Thiếu tướng (2017)